# فينافيا

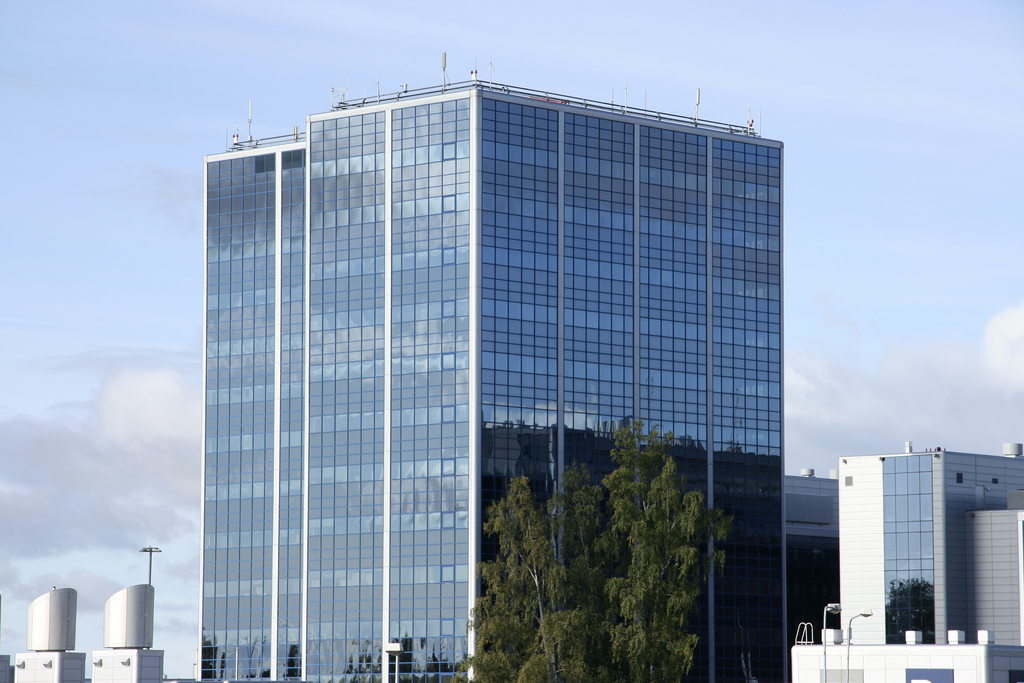
المكتب الرئيسي لشركة فينافيا

شركة فينافيا أويج ، المعروفة سابقًا باسم إدارة الطيران المدني الفنلندية، هي شركة مساهمة عامة مسؤولة عن صيانة وتطوير شبكة مطارات فنلندا .  تدير شركة فينافيا وتطور 20 مطارًا في جميع أنحاء البلاد، 18 منها تخدم الرحلات التجارية بشكل أساسي و2 منها تركز فقط على الطيران العسكري والطيران العام.  شركة فينافيا مملوكة للحكومة الفنلندية .
يقع المقر الرئيسي لشركة فينافيا في مطار هلسنكي فانتا . تولى كيمو ماكي منصب الرئيس التنفيذي للشركة في الأول من يناير/كانون الثاني 2018.  ويتولى مكتب رئيس الوزراء مسؤولية إدارة وتوجيه ملكية فينافيا والإشراف عليها.
في عام ٢٠٢٣، استخدم ١٨.٣ مليون مسافر مطارات فينافيا، منهم ١٥.٣ مليون مسافر في مطار هلسنكي فانتا ، المطار الرئيسي للشركة. يُعدّ مطار هلسنكي مركزًا مهمًا للنقل في شمال أوروبا، وخاصةً للمسافرين الآسيويين. 

## أنظر أيضاً
- قائمة أكبر المطارات في دول الشمال الأوروبي

## روابط خارجية
- الموقع الرسمي